# Più in alto che c'è
Più in alto che c'è è il primo album da solista del chitarrista e cantante italiano Dodi Battaglia, pubblicato nel 1985.

## Il disco
Il disco, dedicato da Dodi ai suoi tre figli, vede per la prima volta il chitarrista bolognese autore sia del testo che della musica nel brano Ciao amore... buon appetito. I rimanenti testi del disco sono curati da Valerio Negrini, tranne quello della title track.
In questo disco Dodi si avvale di valenti musicisti per registrare le canzoni.
Una delle tracce, Primavera al quinto piano si trova solo nella prima edizione su CD del disco, mentre viene misteriosamente esclusa dalle ristampe successive.
Nel disco è inclusa una collaborazione con Vasco Rossi: il cantautore di Zocca cura la stesura del testo e partecipa come seconda voce nel coro finale del brano Più in alto che c'è!?. Vasco Rossi ha inserito una reinterpretazione della title-track Più in alto che c'è nella raccolta VascoNonStop, uscita l'11 novembre 2016.

## Tracce
1. Devi farcela – 5:09 (Battaglia-Negrini)
2. Ciao amore... Buon appetito! – 4:56 (Dodi Battaglia)
3. Libertà provvisoria – 5:09 (Battaglia-Negrini)
4. Siamo tutti di qualcuno – 5:25 (Battaglia-Negrini)
5. Più in alto che c'è! – 4:21 (Battaglia-Rossi)
6. Nord chiama sud – 4:23 (Battaglia-Negrini)
7. Appunti di viaggio n°1: L'Europa – 3:58 (Battaglia-Negrini)
8. Quando va via – 3:58 (Battaglia-Negrini)
9. Personaggi e interpreti – 4:07 (Dodi Battaglia)

Durata totale: 41:26

## Formazione
- Dodi Battaglia – voce, chitarra, programmazione, pianoforte, batteria elettronica
- Vasco Rossi - cori in "Più in alto che c'è"
- Davide Romani – basso
- Lele Melotti – batteria
- Stefano Cerri – basso
- Fio Zanotti – tastiera, sintetizzatore
- Claudio Golinelli – basso
- Rudy Trevisi – sax, percussioni

## Singoli
- Devi farcela